# Isoetes occidentalis
Isoetes occidentalis är en kärlväxtart som beskrevs av Edward George Henderson. Isoetes occidentalis ingår i släktet braxengräs, och familjen Isoetaceae. Inga underarter finns listade i Catalogue of Life.